# Eketahuna
Eketahuna is een kleine plaats in de regio Manawatu-Wanganui op het Noordereiland van Nieuw-Zeeland, 35 kilometer ten noorden van Masterton en 35 kilometer ten zuiden van Palmerston North. Het plaatsje heten oorspronkelijk Mellenskov, maar dat werd al snel gewijzigd in Eketahuna.

## Geboren in Eketahuna
- Murray Halberg (1933-2022), atleet